# Монтань (Изер)
Монтань (фр. Montagne) — коммуна во Франции, находится в регионе Рона — Альпы. Департамент коммуны — Изер. Входит в состав кантона Сюд Грезиводан. Округ коммуны — Гренобль.
Код INSEE коммуны — 38245. Население коммуны на 2012 год составляло 265 человек. Населённый пункт находится на высоте от 259  до 560  метров над уровнем моря. Муниципалитет расположен на расстоянии около 470 км юго-восточнее Парижа, 75 км южнее Лиона, 45 км западнее Гренобля.  Мэр коммуны — Вансен Лаверн, мандат действует на протяжении 2014—2020 гг.
Динамика населения (INSEE):